# Абзимы
Абзи́мы, каталити́ческие антитела́ (англ. abzyme, antibody enzymes; от англ. a(nti)b(ody) – антитело и лат. zym(e) – закваска, дрожжи) — моноклональные антитела, обладающие специфической каталитической активностью. Существуют как природные (в молоке, в сыворотке крови больных аутоиммунными заболеваниями, гепатитом, СПИДом), так и искусственные абзимы (например, абзимы, гидролизующие эфиры динитрофенола). Абзимы катализируют широкий спектр реакций, обладая активностью обычных ферментов: выступают в роли протеаз и нуклеаз, осуществляют окислительно-восстановительные реакции, гидролиз эфирных связей и др. В то же время они могут катализировать реакции, аналоги которых пока не обнаружены в живой природе. С этим связана привлекательность их использования в биотехнологии и медицине, в том числе в качестве потенциально эффективных «каталитических вакцин», способных разрушать некоторые патогенные факторы, пестициды, наркотики и яды.
Абзимы создаются с помощью введения кофакторов и каталитических групп в уже существующие антитела, иммунизации аналогами переходных состояний химических реакций, сайт-направленного мутагенеза, на основе антиидиотипических антител и других подходов.
Показаны два основных механизма происхождения каталитической активности антител. Согласно первому механизму, активные центры антител могут имитировать переходные состояния соответствующих химических реакций. По второму механизму, называемому антиидиотипической сетью Ерне, активные центры антител представляют собой антиидиотипы активных центров других антител (которые в таком случае являются антигенами).

## История
На заре биохимии считали, что структура активного центра фермента точно соответствует структуре субстрата — подходит к нему, как ключ к замку. Однако в 1940-х годах Л. Поллинг показал, что активные центры комплементарны не субстратам и продуктам, но некоторым промежуточным структурам — так называемым переходным состояниям вещества, которые образуются в ходе реакции. Из своей гипотезы Поллинг сделал вывод, что если бы иммунная система умела вырабатывать антитела против переходных состояний, то такие антитела обладали бы свойствами ферментов. Однако схему Поллинга в чистом виде невозможно реализовать технически — переходные состояния существуют очень короткое время. Поэтому позже У. Дженкс предложил использовать стабильные молекулы с похожей структурой, чтобы получить антитела на них. Эта идея получила первое экспериментальное подтверждение в 1986 году, когда Р. А. Лернером (с соавт.) и П. Г. Шультцем (с соавт.) были описаны антитела, гидролизующие сложные эфиры карбоновых кислот. Такие антитела, обладающие каталитической активностью, назвали абзимами. Открытие абзимов опровергло представление об антителах только как о высокоспецифических акцепторах антигенов.
Первые природные абзимы обнаружены американской группой С. Паула в крови больных бронхиальной астмой. Вскоре после этого московские ученые под руководством А. Г. Габибова выделили из крови больных системной красной волчанкой антитела, гидролизующие ДНК. Затем в лаборатории ферментов репарации НИБХ СО РАН Г. А. Невинским был открыт целый ряд природных антител, которые могут расщеплять ДНК, РНК, АТФ, белки и полисахариды. Такие абзимы есть в крови больных системной красной волчанкой, аутоиммунным тиреоидитом, полиартритом, рассеянным склерозом, вирусным гепатитом и СПИДом.

## Влияние на организм
Абзимы играют отрицательную роль при аутоиммунных болезнях. Например, иммунизация мышей абзимами, гидролизующими вазоактивный интестинальный пептид, провоцирует у них астму, так как разрушение этого белкового гормона приводит к затруднению дыхания.
Абзимы из крови больных системной красной волчанкой, гидролизующие ДНК, являются цитотоксичными, т. е. тормозящими рост клеток. Такой же способностью обладают некоторые белки-цитокины — природные регуляторы роста многих клеток (один из таких белков, фактор некроза опухолей, очень важен для предохранения организма от рака). При этом цитотоксичность абзимов иногда даже выше, чем у самих цитокинов. В отличие от обычных антител, такие абзимы каким-то образом могут проникать в ядро клетки через все мембраны, связываться с ДНК, расщеплять ее и таким образом приводить клетку к гибели. Есть основания считать, что появление абзимов на ранних стадиях аутоиммунных заболеваний может стимулировать дальнейшее развитие болезни.
В 1990-х годах новосибирские ученые в большом количестве обнаружили абзимы в крови совершенно здоровых людей, а именно — беременных женщин. Более того, оказалось, после родов эти абзимы попадают в материнское молоко. Абзимы молока, очевидно, играют положительную роль, заключающуюся в усилении защитного действия пассивного иммунитета за счет гидролиза и модификации чужеродных молекул вирусов, бактерий, компонентов пищи и т. д.

## Перспективы лечения ВИЧ-инфекции
Многообещающим направлением в практическом использовании потенциала абзимов с протеолитическими свойствами, по мнению группы японских ученых, могла бы стать модель ВИЧ-инфекции, при которой обнаружены антитела, обладающие протеолитической активностью в отношении белков оболочки вируса. Среди таких белков перспективной мишенью при разработке нового подхода к лечению ВИЧ-инфекций мог бы стать оболочечный антиген gp120, специфическое расщепление которого приводит к существенным сдвигам в состоянии противовирусного иммунитета.
Расщепление gp120 в организме пациента позволит преодолеть иммунологическую мимикрию вируса, нарушить упаковку поверхностного антигена, экспонировать его константные эпитопы и обеспечить возможность ликвидации инфекции ВИЧ непосредственно иммунной системой пациента.